# 環境誘導超選擇
在量子力學裏，環境誘導超選擇指的是，開放量子系統與外在環境的相互作用限制了對於這量子系統實際能夠被實際觀測到的物理量:6。波蘭物理學者沃傑克‧祖瑞克給出環境誘導超選擇的英文命名（environment-induced superselection，簡寫為einselection）。在本條目裏，簡稱為「超選擇」。
與早期量子力學（1930年代以前）所注重的孤立量子系統不同，開放量子系統可以與外在環境相互作用。在量子系統與外在環境的相互作用下，每個能夠被真實觀測到的物理量，會對應地存在一組本徵態，在這裏稱為「優化態」，它們所組成的正交歸一基稱為「優化基」。由於這相互作用，它們會顯得耐久不變，不會各自與環境發生量子糾纏，而另外一些非優化態卻顯得脆弱不堪，在短暫時間內就會因為量子退相干而被消滅殆盡。這過程展示出，環境怎樣誘導出有效的超選擇規則，從而發揮出其監督角色；這過程也自然地說明，為什麼在經典力學裏，只能觀測到一些經典物理量，例如位置、動量等等。:6, 73
超選擇促使優化態所形成的量子疊加行為不能穩定存在。優化態可以被視為「準經典態」。由於它們能夠安然無恙地通過退相干過程，超選擇可以相當合理地說明經典世界如何從量子世界出現。:74

## 定義
在開放量子系統與環境的相互作用之下，主要會產生兩種互補的後果：:6:3
1. 環境誘導退相干（退相干）：系統內的量子相干性會被表觀地與有效地消滅殆盡，也就是說，無法觀測到量子態疊加效應等等量子現象。
2. 超選擇：對於每一種觀測設置，環境會對系統選擇出一組耐久不變的優化態；這樣，可以按照量子動力學理論定義出系統的可觀測到的物理量。

## 概述
當開放量子系統與環境相互作用時，為什麼環境會青睞優化態，又會壓抑其它量子態？:72-76
假設在一個開放量子系統裏，有兩個正交的量子態{\displaystyle |\psi _{1}\rangle }、{\displaystyle |\psi _{2}\rangle }，它們共同形成標準正交基{\displaystyle \{|\psi _{i}\rangle ,\ i=1,2\}}，例如，它們可以分別代表粒子移動於兩種不同的路徑。按照馮諾伊曼量子測量綱要，它們與環境態的共同演化式表示為（在這裏，環境的功能就好似測量儀器）
{\displaystyle |\psi _{1}\rangle |E_{0}\rangle \to |\psi _{1}\rangle |E_{1}\rangle }、
{\displaystyle |\psi _{2}\rangle |E_{0}\rangle \to |\psi _{2}\rangle |E_{2}\rangle }；
其中，{\displaystyle |E_{0}\rangle }是初始的環境態，{\displaystyle |E_{1}\rangle }、{\displaystyle |E_{2}\rangle }是演化後的環境態。
注意到量子態{\displaystyle |\psi _{1}\rangle }、{\displaystyle |\psi _{2}\rangle }不會因為開放系統與環境相互作用而改變，因此，環境可以被想像為正在進行一種理想測量，稱為量子非破壞性測量。環境態{\displaystyle |E_{0}\rangle }會因為系統量子態的不同而演化為不同的環境態{\displaystyle |E_{1}\rangle }、{\displaystyle |E_{2}\rangle }。
設定疊加態{\displaystyle |\psi _{+}\rangle }、{\displaystyle |\psi _{-}\rangle }分別為
{\displaystyle |\psi _{+}\rangle ={\frac {1}{\sqrt {2}}}(|\psi _{1}\rangle +|\psi _{2}\rangle )}，
{\displaystyle |\psi _{-}\rangle ={\frac {1}{\sqrt {2}}}(|\psi _{1}\rangle -|\psi _{2}\rangle )}。
遵守馮諾伊曼量子測量綱要，{\displaystyle |\psi _{\pm }\rangle }與環境相互作用的演化式為
{\displaystyle |\psi _{\pm }\rangle |E_{0}\rangle \to {\frac {1}{\sqrt {2}}}(|\psi _{1}\rangle |E_{1}\rangle \pm |\psi _{2}\rangle |E_{2}\rangle )}。
假設{\displaystyle \langle E_{1}|E_{2}\rangle =1}，則{\displaystyle |E_{1}\rangle }就是{\displaystyle |E_{2}\rangle }，兩個環境態完全重疊，整個系統的量子態可以寫為兩個純態的張量積：
{\displaystyle |\psi _{\pm }\rangle ={\frac {1}{\sqrt {2}}}(|\psi _{1}\rangle \pm |\psi _{2}\rangle )|E_{1}\rangle }。
這意味著量子系統與環境彼此之間不存在量子糾纏。對於環境做測量，無法從測量結果推斷量子系統是處於量子態{\displaystyle |\psi _{1}\rangle }或{\displaystyle |\psi _{2}\rangle }。量子系統的相干性仍舊停留在量子系統哩，沒有退定域至整個系統。
假設{\displaystyle \langle E_{1}|E_{2}\rangle }趨於零，即{\displaystyle |E_{1}\rangle }、{\displaystyle |E_{2}\rangle }相互正交，沒有任何部分相互重疊。現假若得知環境態是{\displaystyle |E_{1}\rangle }，則系統量子態就是{\displaystyle |\psi _{1}\rangle }，假若得知環境態是{\displaystyle |E_{2}\rangle }，則系統量子態就是{\displaystyle |\psi _{2}\rangle }。因此，從經典的宏觀環境態可以得知開放系統的微觀量子態是{\displaystyle |\psi _{1}\rangle }或{\displaystyle |\psi _{2}\rangle }。
由於{\displaystyle |\psi _{\pm }\rangle }與環境的相互作用，開放系統原本獨有的量子疊加已擴散至整個系統（開放系統＋環境），開放系統與環境之間發生量子糾纏。
設想{\displaystyle |\psi _{+}\rangle }、{\displaystyle |\psi _{-}\rangle }的量子疊加：
{\displaystyle |\alpha \rangle ={\frac {1}{\sqrt {2}}}(\alpha _{+}|\psi _{+}\rangle +\alpha _{-}|\psi _{-}\rangle )}；
其中，{\displaystyle \alpha _{+}}、{\displaystyle \alpha _{-}}分別是系統處於疊加態{\displaystyle |\psi _{+}\rangle }、{\displaystyle |\psi _{-}\rangle }的機率幅。
由於{\displaystyle |\alpha \rangle }與環境相互作用，因此演化為
{\displaystyle {\begin{aligned}|\alpha \rangle |E_{0}\rangle &={\frac {1}{\sqrt {2}}}(\alpha _{+}|\psi _{+}\rangle |E_{0}\rangle +\alpha _{-}|\psi _{-}\rangle |E_{0}\rangle )\\&\to {\frac {1}{2}}[(\alpha _{+}+\alpha _{-})|\psi _{1}\rangle |E_{1}\rangle +(\alpha _{+}-\alpha _{-})|\psi _{2}\rangle |E_{2}\rangle ]\\\end{aligned}}}。
在量子退相干的機制裏，{\displaystyle \langle E_{1}|E_{2}\rangle }趨於零，假若環境態是{\displaystyle |E_{1}\rangle }，系統量子態就是{\displaystyle |\psi _{1}\rangle }，假若環境態是{\displaystyle |E_{2}\rangle }，系統量子態就是{\displaystyle |\psi _{2}\rangle }。從經典的宏觀環境態可以得知開放系統的微觀量子態是{\displaystyle |\psi _{1}\rangle }或{\displaystyle |\psi _{2}\rangle }，但無法得知是{\displaystyle |\psi _{+}\rangle }或{\displaystyle |\psi _{-}\rangle }。由此可見，在這裏，環境青睞量子態{\displaystyle |\psi _{1}\rangle }、{\displaystyle |\psi _{2}\rangle }，而不青睞它們的疊加態{\displaystyle |\psi _{+}\rangle }、{\displaystyle |\psi _{-}\rangle }。類似的分析可以將這結果推廣至任意疊加態。在這裏，{\displaystyle |\psi _{1}\rangle }、{\displaystyle |\psi _{2}\rangle }是環境的優化態，環境扮演著監督角色。
從優化態與環境態的共同演化式可以觀察到，{\displaystyle |\psi _{1}\rangle }、{\displaystyle |\psi _{2}\rangle }不會與環境發生量子糾纏，它們只會分別與環境形成直積態{\displaystyle |\psi _{1}\rangle |E_{1}\rangle }、{\displaystyle |\psi _{2}\rangle |E_{2}\rangle }，由{\displaystyle |\psi _{1}\rangle }、{\displaystyle |\psi _{2}\rangle }組成的疊加態也會因量子退相干而快速地消聲匿跡。因此，可以推論，選擇優化態的判據是，在與環境相互作用下，優化態最不會與環境發生量子糾纏，最能夠不被量子退相干。這判據稱為「穩定判據」，這種選擇優化態的方法稱為「環境誘導超選擇」，簡稱為「超選擇」。
先前提到，環境可以被想像為正在做一種量子非破壞性測量，其所測量的物理量稱為「優化可觀察量」，環境超選擇出優化可觀察量。對應於優化態的物理量很容易做測量，例如，路徑、位置、動量等等；對應於疊加態的物理量很難做測量獲得，因為疊加態會因量子退相干而快速地消聲匿跡。
在開放系統與外在環境的相互作用下，假若知道環境態，就可以知道優化態；從讀取環境態，就可以知道開放系統的狀況，如同讀取儀器示數盤的指針所指向的數目，因此，優化態被稱為「指針態」。由幾個近似正交的指針態所組成的基底稱為「指針基」。
優化態能夠耐久不變地存在，因此，又被稱為「準經典態」。

## 範例

雙縫路徑實驗示意圖。

如右圖所示，雙縫路徑實驗是雙縫實驗的變版。在雙縫實驗裏，從粒子源 {\displaystyle \mathrm {S} } 發射出來的相干粒子束，照射在一塊刻有兩條狹縫 {\displaystyle \mathrm {S1} } 和 {\displaystyle \mathrm {S2} } 的不透明擋板。在擋板後方有探測屏。粒子抵達探測屏的輻照度會呈黑白相間的條紋，這是粒子的干涉圖樣，展示於示意圖最右邊。現在，在擋版後面用激光照射，如果激光的光子被粒子散射，然後被光子探測器吸收，則可大致知道粒子到底是經過哪條狹縫，因為經過狹縫{\displaystyle \mathrm {S1} }的粒子通常會使得光子被探測器{\displaystyle \mathrm {D1} }吸收，而經過狹縫{\displaystyle \mathrm {S2} }的粒子通常會使得光子被探測器{\displaystyle \mathrm {D2} }吸收。由於粒子會被光子攪擾，因此改變軌道，所以原本的干涉圖樣會變得較為模糊，甚至完全消失，其變化狀況依粒子路徑的分辨程度而定，而分辨程度與激光的輻照度有關。:63-65
設定{\displaystyle |\psi _{1}\rangle }、{\displaystyle |\psi _{2}\rangle }分別為粒子從狹縫 {\displaystyle \mathrm {S1} } 、狹縫 {\displaystyle \mathrm {S2} } 經過的量子態。在兩個狹縫的後方分別有探測器{\displaystyle D1}、{\displaystyle D2}，它們的物理行為可以共同用一個探測態來描述，原本探測態為{\displaystyle |D_{0}\rangle }。假設探測器{\displaystyle D1}觀測到粒子通過狹縫 {\displaystyle \mathrm {S1} } ，則探測態會變為{\displaystyle |D_{1}\rangle }；假設探測器{\displaystyle D2}觀測到粒子通過狹縫 {\displaystyle \mathrm {S2} } ，則探測態會變為{\displaystyle |D_{2}\rangle }。對於粒子經過狹縫 {\displaystyle \mathrm {S1} } 、狹縫 {\displaystyle \mathrm {S2} } ，粒子-探測器複合系統的演化式分別為
{\displaystyle |\psi _{1}\rangle |D_{0}\rangle \to |\psi _{1}\rangle |D_{1}\rangle }、
{\displaystyle |\psi _{2}\rangle |D_{0}\rangle \to |\psi _{2}\rangle |D_{2}\rangle }。
現在，同時打開狹縫 {\displaystyle \mathrm {S1} } 、狹縫 {\displaystyle \mathrm {S2} } ，則粒子的量子行為表示為疊加態
{\displaystyle |\psi _{+}\rangle ={\frac {1}{\sqrt {2}}}(|\psi _{1}\rangle +|\psi _{2}\rangle )}。
粒子-探測器複合系統的演化式為
{\displaystyle |\psi _{+}\rangle |D_{0}\rangle \to {\frac {1}{\sqrt {2}}}(|\psi _{1}\rangle |D_{1}\rangle +|\psi _{2}\rangle |D_{2}\rangle )}。
由於{\displaystyle |\psi _{1}\rangle }、{\displaystyle |\psi _{2}\rangle }相互正交，假若{\displaystyle |D_{1}\rangle }、{\displaystyle |D_{2}\rangle }也相互正交，沒有甚麼重疊部分，換句話說，探測器能夠精準地探測出粒子到底是通過哪個狹縫，則疊加態{\displaystyle |\psi _{+}\rangle }會快速地退相干，因此無法在探測屏觀測到黑白相間的條紋。
在這雙縫路徑實驗裏，可以視激光的光子為促成退相干的環境粒子，那麼，探測態{\displaystyle |D_{1}\rangle }、{\displaystyle |D_{2}\rangle }可以改換為環境態{\displaystyle |E_{1}\rangle }、{\displaystyle |E_{2}\rangle }。在這裏，可以推論{\displaystyle |\psi _{1}\rangle }、{\displaystyle |\psi _{2}\rangle }是優化態，而粒子路徑是優化可觀察量。

## 參閱
- 量子測量
- 量子退相干
- 量子達爾文論（英语：Quantum Darwinism）
- 維里定理